# Breviatea
Breviatea é um clado de protozoários amebóides flagelados do supergrupo Amoebozoa. É caracterizado por possuir um único cílio.